# Chiles socialistiske parti
Det Socialistiske Parti i Chile (spansk: Partido Socialista de Chile eller PS) er en del af den ledende koalition, kaldet Koalitionen for demokrati. Partiets historiske leder var Chiles afdøde præsident Salvador Allende, afsat af general Pinochet. Efter militærdiktaturet ledet af Pinochet vandt Ricardo Lagos valget. Han var repræsentant for Det Socialistiske Parti. Han vandt med 48,0% i første runde og blev valgt med 51,3% i anden runde. 
Socialistiske Michelle Bachelet vandt præsidentvalget i 2005. Hun er den første kvindelige præsident i Chile og Sydamerika.

## Samarbejde
Partiet samarbejdede med den socialistiske og anti-amerikanske præsident Hugo Chavez og med Bolivias socialistiske, anti-kapitalistiske præsident Evo Morales og mange andre socialistiske præsidenter i Latinamerika. 
Partiet er medlem af gruppen Sao Paulo Forum, som er en gruppe dannet af Brasiliens nye socialistiske præsident. Gruppen går ud på at samle socialistiske, kommunistiske og socialdemokratiske partier i en gruppe. Den er modstander af USA´s imperialisme.

## Forbillede, og ideal samfund
Partiet vil i starten gå efter at lave Chile til et velfærdssamfund på linje med Norge eller Sverige og til sidst at danne et demokratisk socialistisk samfund. 
De har bl.a gjort skoler, hospitaler osv. gratis for alle borgere i samfundet.